# Världscupen i alpin skidåkning 1971/1972
Världscupen i alpin skidåkning 1971/1972 startades 3 december 1971 i Sankt Moritz och avslutades 19 mars 1972 i Pra-Loup. Vinnare av totala världscupen blev Annemarie Moser-Pröll och Gustav Thöni.

## Tävlingskalender

### Herrar

#### Störtlopp
| Datum            | Ort                     | Etta                        | Tvåa                         | Trea                           |
| ---------------- | ----------------------- | --------------------------- | ---------------------------- | ------------------------------ |
| 5 december 1971  | Sankt Moritz (Schweiz)  | Bernhard Russi (Schweiz)    | Heinrich Messner (Österrike) | Walter Tresch (Schweiz)        |
| 12 december 1971 | Val d’Isère (Frankrike) | Karl Schranz (Österrike)    | Heinrich Messner (Österrike) | Michel Dätwyler (Schweiz)      |
| 14 januari 1972  | Kitzbühel (Österrike)   | Karl Schranz (Österrike)    | Henri Duvillard (Frankrike)  | Bernhard Russi (Schweiz)       |
| 15 januari 1972  | Kitzbühel (Österrike)   | Karl Schranz (Österrike)    | Henri Duvillard (Frankrike)  | Heinrich Messner (Österrike)   |
| 25 februari 1972 | Crystal Mountain (USA)  | Bernhard Russi (Schweiz)    | Mike Lafferty (USA)          | Jean-Daniel Dätwyler (Schweiz) |
| 26 februari 1972 | Crystal Mountain (USA)  | Franz Vogler (Västtyskland) | Bernhard Russi (Schweiz)     | Jean-Daniel Dätwyler (Schweiz) |
| 15 mars 1972     | Val Gardena (Italien)   | Bernhard Russi (Schweiz)    | René Berthod (Schweiz)       | Mike Lafferty (USA)            |

#### Storslalom
| Datum            | Ort                           | Etta                            | Tvåa                              | Trea                            |
| ---------------- | ----------------------------- | ------------------------------- | --------------------------------- | ------------------------------- |
| 9 december 1971  | Val d’Isère (Frankrike)       | Erik Håker (Norge)              | Jean-Noël Augert (Frankrike)      | Henri Duvillard (Frankrike)     |
| 10 januari 1972  | Berchtesgaden ( Västtyskland) | Roger Rossat-Mignod (Frankrike) | Gustav Thöni (Italien)            | Walter Tresch (Schweiz)         |
| 24 januari 1972  | Adelboden (Schweiz)           | Werner Mattle (Schweiz)         | Adolf Rösti (Schweiz)             | Gustav Thöni (Italien)          |
| 18 februari 1972 | Banff (Kanada)                | Erik Håker (Norge)              | Sepp Heckelmiller ( Västtyskland) | Helmuth Schmalzl (Italien)      |
| 2 mars 1972      | Heavenly Valley (USA)         | Gustav Thöni (Italien)          | Henri Duvillard (Frankrike)       | David Zwilling (Österrike)      |
| 16 mars 1972     | Val Gardena (Italien)         | Edmund Bruggmann (Schweiz)      | Reinhard Tritscher (Österrike)    | Roland Thöni (Italien)          |
| 19 mars 1972     | Pra Loup (Frankrike)          | Edmund Bruggmann (Schweiz)      | Gustav Thöni (Italien)            | Roger Rossat-Mignod (Frankrike) |

#### Slalom
| Datum            | Ort                            | Etta                         | Tvåa                         | Trea                       |
| ---------------- | ------------------------------ | ---------------------------- | ---------------------------- | -------------------------- |
| 19 december 1971 | Sestriere (Italien)            | Tyler Palmer (USA)           | Jean-Noël Augert (Frankrike) | Harald Rofner (Österrike)  |
| 9 januari 1972   | Berchtesgaden ( Västtyskland)  | Henri Duvillard (Frankrike)  | Max Rieger ( Västtyskland)   | Andrzej Bachleda (Polen)   |
| 16 januari 1972  | Kitzbühel (Österrike)          | Jean-Noël Augert (Frankrike) | Edmund Bruggmann (Schweiz)   | Andrzej Bachleda (Polen)   |
| 23 januari 1972  | Wengen (Schweiz)               | Jean-Noël Augert (Frankrike) | Gustav Thöni (Italien)       | Bob Cochran (USA)          |
| 19 februari 1972 | Banff (Kanada)                 | Andrzej Bachleda (Polen)     | Jean-Noël Augert (Frankrike) | Gustav Thöni (Italien)     |
| 17 mars 1972     | Madonna di Campiglio (Italien) | Roland Thöni (Italien)       | Alain Penz (Frankrike)       | Andrzej Bachleda (Polen)   |
| 18 mars 1972     | Pra Loup (Frankrike)           | Roland Thöni (Italien)       | Gustav Thöni (Italien)       | Edmund Bruggmann (Schweiz) |

### Damer

#### Störtlopp
| Datum            | Ort                     | Etta                           | Tvåa                                                    | Trea                           |
| ---------------- | ----------------------- | ------------------------------ | ------------------------------------------------------- | ------------------------------ |
| 3 december 1971  | Sankt Moritz (Schweiz)  | Annemarie Pröll (Österrike)    | Françoise Macchi (Frankrike)                            | Jacqueline Rouvier (Frankrike) |
| 11 december 1971 | Val d’Isère (Frankrike) | Jacqueline Rouvier (Frankrike) | Annemarie Pröll (Österrike)                             | Françoise Macchi (Frankrike)   |
| 17 december 1971 | Sestriere (Italien)     | Annemarie Pröll (Österrike)    | Jacqueline Rouvier (Frankrike)                          | Françoise Macchi (Frankrike)   |
| 12 januari 1972  | Bad Gastein (Österrike) | Annemarie Pröll (Österrike)    | Wiltrud Drexel (Österrike)                              | Isabelle Mir (Frankrike)       |
| 18 januari 1972  | Grindelwald (Schweiz)   | Annemarie Pröll (Österrike)    | Marie-Theres Nadig (Schweiz)                            | Isabelle Mir (Frankrike)       |
| 25 februari 1972 | Crystal Mountain (USA)  | Annemarie Pröll (Österrike)    | Wiltrud Drexel (Österrike) Marie-Theres Nadig (Schweiz) |                                |
| 26 februari 1972 | Crystal Mountain (USA)  | Wiltrud Drexel (Österrike)     | Annemarie Pröll (Österrike)                             | Marie-Theres Nadig (Schweiz)   |

#### Storslalom
| Datum            | Ort                                 | Etta                          | Tvåa                             | Trea                         |
| ---------------- | ----------------------------------- | ----------------------------- | -------------------------------- | ---------------------------- |
| 3 januari 1972   | Oberstaufen ( Västtyskland)         | Françoise Macchi (Frankrike)  | Annemarie Pröll (Österrike)      | Marilyn Cochran (USA)        |
| 7 januari 1972   | Maribor (Jugoslavien)               | Françoise Macchi (Frankrike)  | Michèle Jacot (Frankrike)        | Annemarie Pröll (Österrike)  |
| 22 januari 1972  | Saint-Gervais-les-Bains (Frankrike) | Annemarie Pröll (Österrike)   | Monika Kaserer (Österrike)       | Marie-Theres Nadig (Schweiz) |
| 19 februari 1972 | Banff (Kanada)                      | Annemarie Pröll (Österrike)   | Wiltrud Drexel (Österrike)       | Monika Kaserer (Österrike)   |
| 1 mars 1972      | Heavenly Valley (USA)               | Annemarie Pröll (Österrike)   | Rosi Mittermaier ( Västtyskland) | Britt Lafforgue (Frankrike)  |
| 18 mars 1972     | Pra Loup (Frankrike)                | Danièle Debernard (Frankrike) | Monika Kaserer (Österrike)       | Annemarie Pröll (Österrike)  |
| 19 mars 1972     | Pra Loup (Frankrike)                | Britt Lafforgue (Frankrike)   | Annemarie Pröll (Österrike)      | Monika Kaserer (Österrike)   |

#### Slalom
| Datum            | Ort                         | Etta                          | Tvåa                             | Trea                             |
| ---------------- | --------------------------- | ----------------------------- | -------------------------------- | -------------------------------- |
| 18 december 1971 | Sestriere (Italien)         | Françoise Macchi (Frankrike)  | Rosi Mittermaier ( Västtyskland) | Monika Kaserer (Österrike)       |
| 4 januari 1972   | Oberstaufen ( Västtyskland) | Françoise Macchi (Frankrike)  | Rosi Mittermaier ( Västtyskland) | Danièle Debernard (Frankrike)    |
| 13 januari 1972  | Bad Gastein (Österrike)     | Britt Lafforgue (Frankrike)   | Françoise Macchi (Frankrike)     | Annemarie Pröll (Österrike)      |
| 19 januari 1972  | Grindelwald (Schweiz)       | Britt Lafforgue (Frankrike)   | Monika Kaserer (Österrike)       | Barbara Ann Cochran (USA)        |
| 18 februari 1972 | Banff (Kanada)              | Britt Lafforgue (Frankrike)   | Barbara Ann Cochran (USA)        | Florence Steurer (Frankrike)     |
| 3 mars 1972      | Heavenly Valley (USA)       | Florence Steurer (Frankrike)  | Michèle Jacot (Frankrike)        | Marilyn Cochran (USA)            |
| 17 mars 1972     | Pra Loup (Frankrike)        | Danièle Debernard (Frankrike) | Pamela Behr ( Västtyskland)      | Rosi Mittermaier ( Västtyskland) |

## Slutplacering damer
| Placering | Namn               | Land         | Total Poäng | Störtlopp | Storslalom | Slalom |
| --------- | ------------------ | ------------ | ----------- | --------- | ---------- | ------ |
| 1         | Annemarie Pröll    | Österrike    | 269         | 125       | 115        | 29     |
| 2         | Françoise Macchi   | Frankrike    | 187         | 67        | 50         | 70     |
| 3         | Britt Lafforgue    | Frankrike    | 128         | 0         | 52         | 76     |
| 4         | Monika Kaserer     | Österrike    | 120         | 7         | 76         | 37     |
| 5         | Marie-Theres Nadig | Schweiz      | 111         | 71        | 37         | 3      |
| 6         | Rosi Mittermaier   | Västtyskland | 110         | 12        | 32         | 66     |
| 7         | Wiltrud Drexel     | Österrike    | 102         | 76        | 22         | 4      |
| 8         | Florence Steurer   | Frankrike    | 96          | 0         | 26         | 70     |
| 9         | Danielle Debernard | Frankrike    | 90          | 0         | 28         | 62     |
| 10        | Isabelle Mir       | Frankrike    | 89          | 63        | 11         | 15     |

## Slutplacering herrar
| Placering | Namn             | Land      | Total Poäng | Störtlopp | Storslalom | Slalom |
| --------- | ---------------- | --------- | ----------- | --------- | ---------- | ------ |
| 1         | Gustav Thöni     | Italien   | 154         | 4         | 84         | 66     |
| 2         | Henri Duvillard  | Frankrike | 142         | 43        | 49         | 50     |
| 3         | Edmund Bruggmann | Schweiz   | 140         | 0         | 78         | 62     |
| 4         | Jean-Noël Augert | Frankrike | 125         | 0         | 24         | 101    |
| 5         | Bernhard Russi   | Schweiz   | 114         | 110       | 4          | 0      |
| 6         | Andrzej Bachleda | Polen     | 109         | 0         | 28         | 81     |
| 7         | Roland Thöni     | Italien   | 93          | 3         | 15         | 75     |
| 8         | Karl Schranz     | Österrike | 83          | 83        | 0          | 0      |
| 9         | Mike Lafferty    | USA       | 63          | 63        | 0          | 0      |
| 10        | Heinrich Messner | Österrike | 61          | 61        | 0          | 0      |